# Johan Hendrik Gallée
Johan Hendrik Gallée (Vorden, 9 september 1847 - Utrecht, 3 februari 1908)  was een Nederlands germanist, anglist en neerlandicus. Hij was als hoogleraar in de oud-Germaanse en vergelijkende taalstudie verbonden aan de Universiteit Utrecht.

## Biografie
Johan Hendrik Gallée werd op 9 september 1847 geboren in Vorden als zoon van Johannes Hermanus Gallée en Neeltje van Olst. Hij volgde basisonderwijs aan de lokale dorpsschool en daarna ging hij naar het gymnasium in Zutphen. Vervolgens schreef hij zich op negentienjarige leeftijd in aan de letterenfaculteit van de Universiteit Leiden. In 1873 promoveerde hij aldaar onder Matthias de Vries op een proefschrift getiteld De dramatische vertoningen in de middeleeuwen.
In 1872 werd hij aangesteld als docent Nederlandse taal- en letterkunde aan zowel het gymnasium als de Hogereburgerschool te Haarlem. In 1879 werd hij aangesteld als docent aan het gymnasium in Utrecht. Twee jaar later volgde zijn benoeming tot lector aan de Universiteit Utrecht. In 1882 werd hij benoemd tot hoogleraar in de oud-Germaanse en vergelijkende taalstudie met als leeropdracht: Het Gotisch, de beginselen van het Sanskriet, de beginselen der vergelijkende Indo-Germaansche taalwetenschap in het algemeen en der Germaansche in het bijzonder, het Angelsaksisch en het Middel-Hoogduitsch. Hij aanvaardde in datzelfde jaar zijn ambt met de rede De invloed van de taalstudie op het gebied der letteren en der mythologie. In 1892 werden de beginselen van het Sanskriet uit zijn leeropdracht gehaald.
Als hoogleraar inspireerde Gallée zijn studenten om zich in de Nedersaksische taal te verdiepen. Ook stimuleerde hij multidisciplinair onderzoek waarmee hij zijn tijd vooruit was. Hierdoor droeg hij onder andere bij aan het verbeteren van de fonograaf samen met de hoogleraar fysiologie Hendrik Zwaardemaker. Gedurende het collagejaar 1890-1891 vervulde hij de functie van rector magnificus. In die hoedanigheid sprak hij de rede De wording van het woord en de ontwikkeling der taal uit.
In de laatste decennia van zijn leven werd Gallée ook een verwoed fotograaf. Hij probeerde vooral het dagelijks leven en de architectuur van boerderijen vast te leggen. In de woorden van Vollgraff: "Zoodra de vacantie dáár was, toog hij het land door en doorkruiste het in alle richtingen; overal rondziende, van allerlei verzamelende, nooit van de reis komende zonder een macht van teekeningen en photo's van volkstypen en volkskostumen en boerenhuizingen."
Tijdens zijn carrière is Gallée benoemd tot Ridder in de Orde van de Nederlandse Leeuw en de Orde van de Rode Adelaar. Ook werd hij benoemd tot lid van de Koninklijke Vlaamse Academie van België voor Wetenschappen en Kunsten.
Gallée bleef hoogleraar tot aan zijn dood in 1908.

## Enkele foto's gemaakt door Gallée

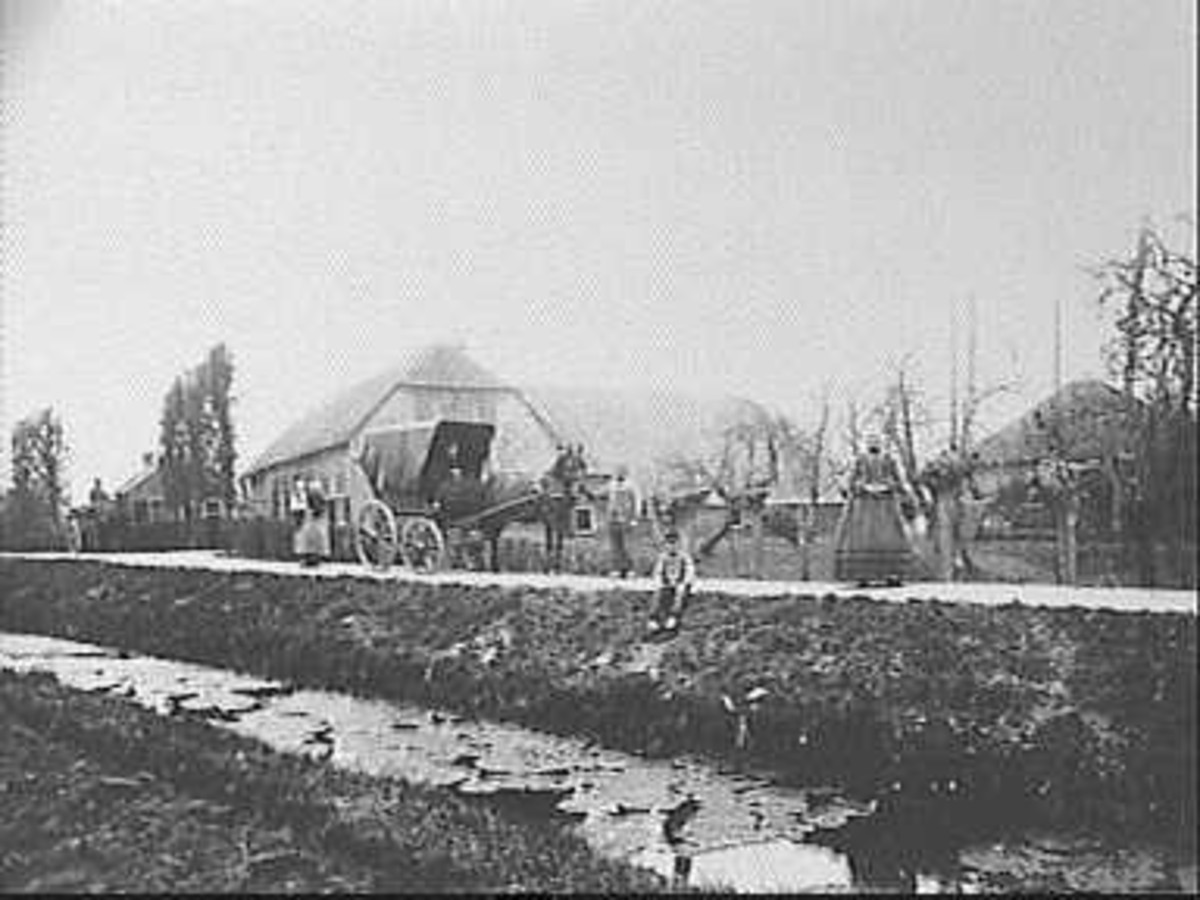
Breudijk
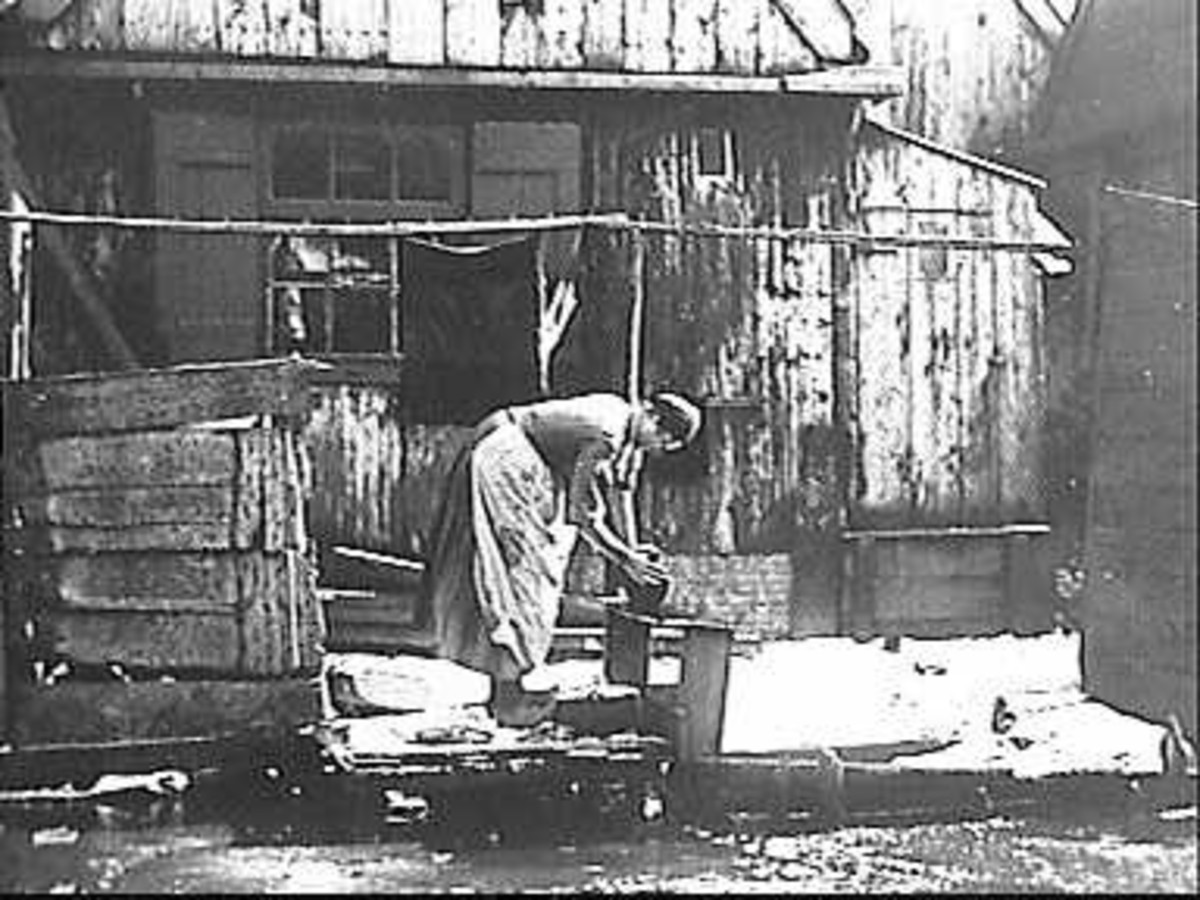
Volendam
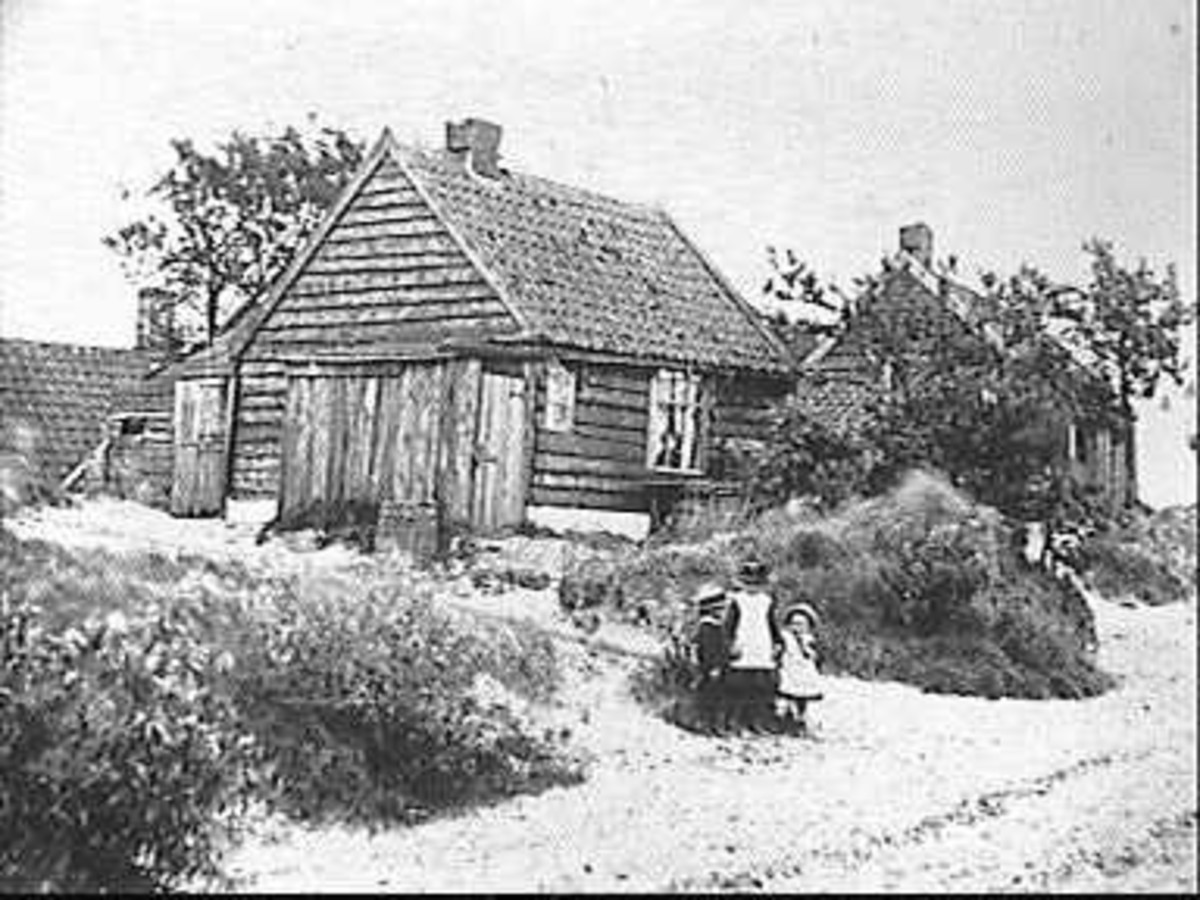
Vissershuis
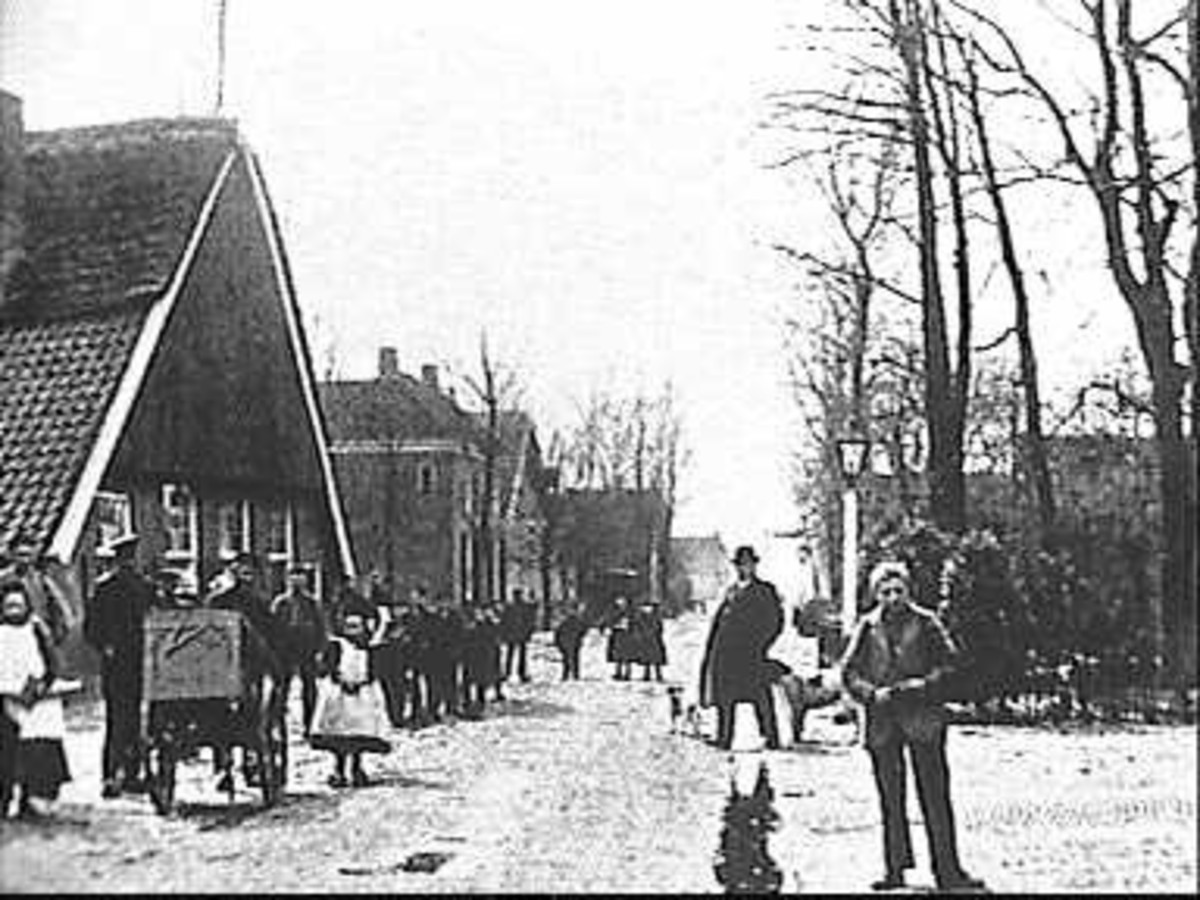
Vriezenveen

- Meer foto's van Gallée in Wikimedia Commons.

## Publicaties (selectie)

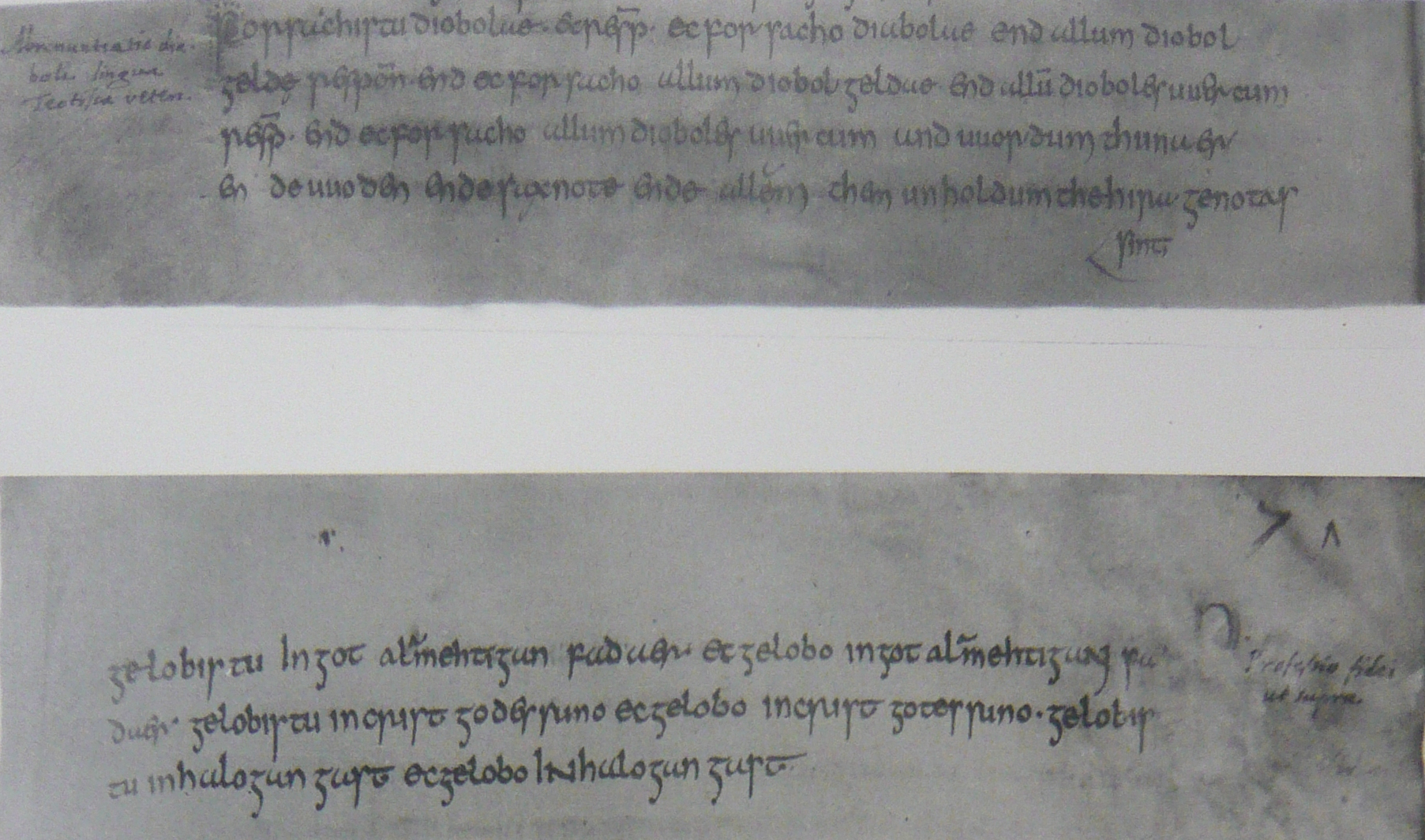
Altsächsische Sprachdenkmäler

- Bijdrage tot de geschiedenis der dramatische Vertooningen in de Nederlanden gedurende de middeleeuwen. Haarlem 1873
- Academie en Kerkeraad, 1617-1632. Utrecht 1877, 1878
- De Bode. Driemaandelijksch Overzicht der Nederlandsche taal- en letterkunde en van de periodieke pers der verwante talen. Haarlem.
- Altsächsische Laut- und Flexionslehre. Haarlem 1878
- Gutiska.
  - I. Lijst van Gotische woorden, wier geslacht of buiging naar analogie van andere Gotische woorden of van het Oudgermaansch wordt opgegeven. Utrecht 1880
  - II. De adjectieven in het Gotisch en hunne suffixen. Utrecht 1882
- Nog eenige ten opzichte van genus of flectie onzekere Gotische woorden. Utrecht 1882
- De invloed van de taalstudie op het gebied der letteren en der mythologie. Utrecht 1882
- De wording van het woord en de ontwikkeling der taal. Utrecht 1891
- Altsächsische Grammatik. Halle (Saale)-Leiden 1891, 1910
- Altsächsische Sprachdenkmäler. Leiden 1894
- Woordenboek van het Geldersch-Overijselsch dialect. Deventer 1895, Den Haag 1896
- ‘Sporen van Indo-germaansch ritueel in germaansche lijkplechtigheden’, in: Volkskunde. Tijdschrift voor Nederlandsche Folklore XIII (1900-1901), p. 89-99 en 129-145.
- Het boerenhuis in Nederland en zijn bewoners. Utrecht 1908, Zwolle 1978